# Cladobotryum cubitense
Cladobotryum cubitense är en svampart som beskrevs av R.F. Castañeda & G.R.W. Arnold 1987. Cladobotryum cubitense ingår i släktet Cladobotryum och familjen Hypocreaceae.   Inga underarter finns listade i Catalogue of Life.